# Józefa Hennelowa
Józefa Maria Hennelowa (n. 1 aprilie 1925, Wilno, Polonia – d. 22 august 2020, Cracovia, Polonia) a fost o publicistă poloneză, jurnalistă, cronicar, intelectual catolic și politician. Ca jurnalistă, a petrecut mai mult de șapte decenii ca reporter și redactor al cotidianului Tygodnik Powszechny, un ziar săptămânal catolic cu sediul în Cracovia. Hennelowa a fost membru al Seimului Poloniei, camera inferioară a Parlamentului Poloniei, din 1989 până în 1993 în timpul tranziției țării de la comunism la democrație.

## Biografie
Józefa Hennelowa s-a născut ca Józefa Maria Golmont la 1 aprilie 1925 la Vilnius, Polonia (acum în Lituania), într-o familie de etnici polonezi. Tatăl ei a fost croitor care a creat sutane pentru clerul catolic. Ea a dorit inițial să fie violonistă, mai degrabă decât jurnalistă, și a devenit interesată de viața și cariera lui Juliusz Osterwa în timp ce studia la Cracovia. În timpul celui de-al doilea război mondial, Józefa Hennelowa s-a alăturat aripii feminine a grupului de paramilitari Szare Szeregi, un grup de rezistență subteran opus ocupației germane și a predat în secret la Vilnius.
După război și anexarea Vilniusului la Uniunea Sovietică, Hennelowa s-a mutat în noua Polonie postbelică. A absolvit Universitatea Jagiellonă din Cracovia.
A lucrat la Institutul de Fizică Nucleară al Academiei Poloneze de Științe din Cracovia din 1954 până în 1956 și apoi în institutul Ossolineum din Cracovia.
Hennelowa s-a alăturat Klub Inteligencji Katolickiej (cu sensul de Clubul de informații catolice) în 1956. De asemenea, s-a implicat în Asociația jurnaliștilor polonezi (SDP).
Hennelowa s-a alăturat pentru prima dată redacțieiTygodnik Powszechny, un săptămânal catolic publicat la Cracovia, în 1948, unde a lucrat la început la corectarea textelor. Ea a ajuns ulterior reporter, apoi redactorul ziarului și secretar al redacției. Din 1982 până în 2012, Hennelowa a publicat o serie de coloane și articole de opinie, ca de exemplu „Widziane z Domu”, „Z Domu i not Only”, „Votum separatum” sau „Na marginesie”.  A lucrat ca redactor-șef adjunct până în 2008.
În 1984, părintele Jerzy Popiełuszko, un preot catolic asociat cu Solidaritatea, a fost asasinat de agenți ai Ministerului Securității Publice, poliția secretă a țării. Hennelowa a prezentat procesul crimei în săptămânalul Tygodnik Powszechny, cu toate că cenzorii de stat i-au îngreunat munca.
În 1989, pe măsură ce puterea comunistă a început să scadă, Hennelowa și soțul ei, Jacek Hennel⁠(pl)[traduceți], s-a alăturat Mișcării Cetățenești pentru Acțiune Democrată (Ruch Obywatelski Akcja Demokratyczna, ROAD), un partid politic de scurtă durată. Hennelowa a fost aleasă în Sejm kontraktowy, parlamentul de tranziție, în 1989, pe listele partidului ROAD, primul ei mandat a fost din 1989 până în 1991. Când partidul s-a destrămat, ea și fracțiunea din care a făcut partea s-au alăturat noii Uniuni Democratice (Unia Demokratyczna, UD) a lui Tadeusz Mazowiecki, unde ea a fost unul dintre membrii fondatori ai partidului în 1990. În calitate de membru UD, Hennelowa a fost realeasă în Sejm în 1991, unde a activat până în 1993. Hennelowa a fost ulterior membru al partidului liberal Uniunii Libertății (Unia Wolności, UW)) din 1994 până în 1999.
A fost acuzată de membrii din dreapta politică poloneză, în mod eronat, că este în favoarea avorturilor. Cu toate acestea, Hennelowa a fost împotriva avorturilor, dar s-a opus cu tărie pedepselor pentru femeile care au ales să facă un avort.
Hennelowa a fost membru al organizației Amnesty International din 1990 până în 1996, al Asociației „Comunitatea Poloneză”, tot din 1990 până în 1996, și al Comitetului social pentru restaurarea monumentelor din Cracovia⁠(pl)[traduceți] (SKOZK) până în 2008.
A fost autoarea a numeroase cărți și publicații, dintre care multe au avut ca temă catolicismul.  De asemenea, a scris împreună cu Jerzy Szaniawski o biografie a actorului Juliusz Osterwa.
Pentru munca ei, Hennelova a fost distinsă cu Crucea de comandant a Ordinului Polonia Restituta și cu Ordinul Sfântului Grigorie cel Mare, unul dintre cele mai înalte onoruri acordate de Vatican, care i-a fost oferit  de cardinalul Stanisław Dziwisz.  În 2001 a primit Medalia de Merit pentru Toleranță, iar în 2014 Insigna de onoare a Voievodatului Polonia Mică - Crucea Polonia Mică.
Józefa Hennelowa a murit la 22 august 2020 la vârsta de 95 de ani. Soțul ei, Jacek Hennel, care a fost profesor de fizică, a murit în 2014. Cuplul a avut trei copii: Agnieszka (născută în 1955), Teresa (născută în 1956) și Franciszek (născut în 1962).

## Ordine și decorații
- Crucea de Merit (1974)
- Crucea de comandant a Ordinului Polonia Restituta (2000)[6]
- Medalia de Merit pentru Toleranță⁠(pl)[traduceți] (2001)
- Cartea lunii din Cracovia⁠(pl)[traduceți] (iunie 2012)
- Insigna de onoare a Voievodatului Polonia Mică - Crucea Polonia Mică⁠(pl)[traduceți] (2014) [5]
- Ordinul Sfântului Grigorie cel Mare - Vatican (2015)